# Lise Gregory
Lise Gregory (* 29. August 1963 in Durban) ist eine ehemalige professionelle südafrikanische Tennisspielerin der 1980er und früheren 1990er Jahre.

## Karriere
Gregory begann ihre Karriere an der University of Miami und wurde während ihrer vier Jahre jeweils zum All-American gewählt. Zusammen mit ihrer langjährigen Doppelpartnerin Ronnie Reis, mit der sie später auch teilweise im professionellen Tennis auf der WTA Tour zusammen spielte, gewann sie im Jahr 1986 die ITA National Indoor Championship.
Ihre größten Erfolge erzielte Gregory im Doppel, in dem sie neben sieben Titeln auf der WTA-Tour auch sieben Titel in ITF-Turnieren gewann. Ihre beste Platzierung im Doppel erreichte sie mit Weltranglistenrang 17 am 8. April 1991, nachdem sie mit dem Viertelfinaleinzug bei den Australian Open 1991 ihren größten Erfolg auf Grand-Slam-Ebene feierte.
Nach ihrer aktiven Karriere wurde sie Tennistrainerin an verschiedenen US-amerikanischen Universitäten, unter anderem an der Florida State University und der University of North Carolina, und wurde während ihrer Tätigkeit mit diversen Auszeichnungen bedacht.

## Turniersiege

### Doppel
| Nr. | Datum              | Turnier  | Kategorie    | Belag             | Partnerin                 | Finalgegnerinnen                  | Ergebnis      |
| --- | ------------------ | -------- | ------------ | ----------------- | ------------------------- | --------------------------------- | ------------- |
| 1.  | 18. Oktober 1987   | San Juan | WTA          | Hartplatz         | Ronni Reis                | Cammy MacGregor Cynthia MacGregor | 7:5, 7:5      |
| 2.  | 31. Juli 1988      | Aptos    | WTA Tier V   | Hartplatz         | Ronni Reis                | Patty Fendick Jill Hetherington   | 6:3, 6:4      |
| 3.  | 26. Februar 1989   | Wichita  | WTA Tier V   | Sand              | Manon Bollegraf           | Sandy Collins Leila Mes’chi       | 6:2, 7:6      |
| 4.  | 22. Juli 1990      | Newport  | WTA Tier III | Rasen             | Gretchen Magers           | Patty Fendick Anne Smith          | 7:6, 6:1      |
| 5.  | 30. September 1990 | Leipzig  | WTA Tier III | Teppich (Halle)   | Gretchen Magers           | Manon Bollegraf Jo Durie          | 6:2, 4:6, 6:3 |
| 6.  | 17. Februar 1991   | Aurora   | WTA Tier V   | Hartplatz (Halle) | Gretchen Magers           | Patty Fendick Lori McNeil         | 6:4, 6:4      |
| 7.  | 28. Juli 1991      | Harrison | WTA Tier V   | Hartplatz         | Rosalyn Fairbank-Nideffer | Katrina Adams Lori McNeil         | 7:5, 6:4      |